# Cassífone
D'acord amb la mitologia grega, Cassífone (en grec antic Κασσιφόνη), va ser una heroïna, filla d'Odisseu i de Circe, i germana de Telègon.
Quan Telègon va matar accidentalment Odisseu, Circe el va ressuscitar, i Cassífone es va casar amb Telèmac, el seu germanastre. Però Cassifone va matar més tard a Telèmac, per venjar la seva mare a qui ell havia mort. Aquesta tradició és molt tardana, i només es troba documentada pels comentaris que fa Tzetzes a Licòfron. Més sovint és Circe qui es casa amb Telèmac.